# 2019 van Albada
2019 van Albada è un asteroide della fascia principale. Scoperto nel 1935, presenta un'orbita caratterizzata da un semiasse maggiore pari a 2,2410326 au e da un'eccentricità di 0,1652295, inclinata di 4,04431° rispetto all'eclittica.
L'asteroide è dedicato all'astronomo olandese Gale Bruno van Albada.
Nel 2019 ne è stata ipotizzata la probabile natura binaria,senza tuttavia assegnare un nome pur provvisorio al satellite. Le due componenti del sistema, distanti tra loro 14 km, avrebbero dimensioni di circa 7,61 e 1,98 km. Il satellite orbiterebbe attorno al corpo principale in 17,98 ore.